# Allotinus infumata
Allotinus infumata är en fjärilsart som beskrevs av Hans Fruhstorfer 1913. Allotinus infumata ingår i släktet Allotinus och familjen juvelvingar. Inga underarter finns listade i Catalogue of Life.